# Pastís de poma

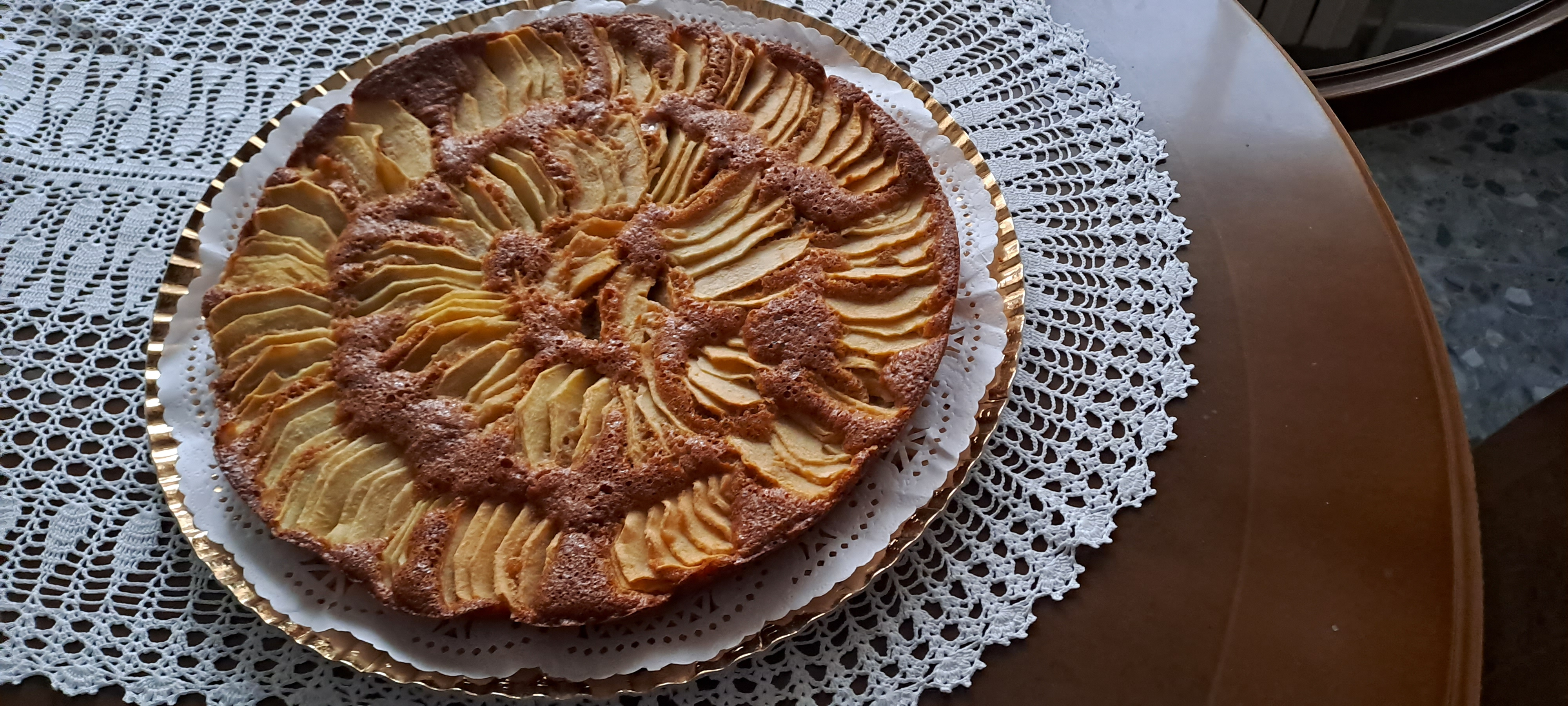
Tarta de poma de l'Urgell

El pastís de poma són unes postres fetes de farina, sucre, oli, iogurt de llimona o natural, ous, llevat, ratlladura de llimona i de poma.
Es barreja tot ben remenat i es tira en un motlle untat d'oli i farina. Es talla la poma en làmines fines i es decora tota la massa. Es posa al forn durant uns 35-40 minuts a 200 °C.
La tarta de poma feta a l'Urgell s'elabora de la següent manera:
Ingredients, 5 pomes golden, 3 ous, 100 gr. de sucre 100 gr. de farina, 100 gr. de mantega, mig sobre de llevadura i una copa de brandi
Preparació: desfer la mantega al microones. Posarem el brandi i el sucre amb batedora incorporem 3 ous d'un en un, la farina i el llevat tot tamisat. Després barrejar amb la massa dels ous.
Motlle rodó i pla de 20 cm de diàmetre untat amb la mantequilla i farina (les pomes ja tallades amb lamines fines) posarem la pasta al motlle i a damunt guarnirem amb les pomes en forma de flor. Al forn a 170º C. dalt i baix al mig del forn durant 45 minuts.